# Awalycaeus akiratadai
Awalycaeus akiratadai là một loài ốc, là động vật thân mềm chân bụng sống trên cạn thuộc họ Cyclophoridae.
Nó là loài đặc hữu của Nhật Bản.